# Warszewiczia
Warszewiczia là một chi thực vật có hoa trong họ Thiến thảo. Các loài trong chi này phân bố ở Trung và Nam Mỹ.
Tên chi được đặt theo tên Józef Warszewicz, một nhà sưu tập hoa lan và người chăm sóc vườn thực vật ở Kraków, Ba Lan.

## Loài
- Warszewiczia ambigua Standl.
- Warszewiczia coccinea (Vahl) Klotzsch
  - Warszewiczia macrophylla, đồng nghĩa của Warszewiczia coccinea
  - Warszewiczia maynensis, đồng nghĩa của Warszewiczia coccinea
  - Warszewiczia poeppigiana, đồng nghĩa của Warszewiczia coccinea
  - Warszewiczia pulcherrima, đồng nghĩa của Warszewiczia coccinea
  - Warszewiczia schomburgkiana, đồng nghĩa của Warszewiczia coccinea
  - Warszewiczia splendens, đồng nghĩa của Warszewiczia coccinea
- Warszewiczia peltata Wedd.
- Warszewiczia cordata Spruce ex K.Schum.
- Warszewiczia elata Ducke
- Warszewiczia longistaminea K.Schum.
- Warszewiczia obovata, đồng nghĩa của Calycophyllum obovatum
- Warszewiczia schwackei K.Schum.
- Warszewiczia uxpanapensis (Lorence) C.M.Taylor
  - Warszewiczia uxpanapensis subsp. meridionalis

## Hình ảnh

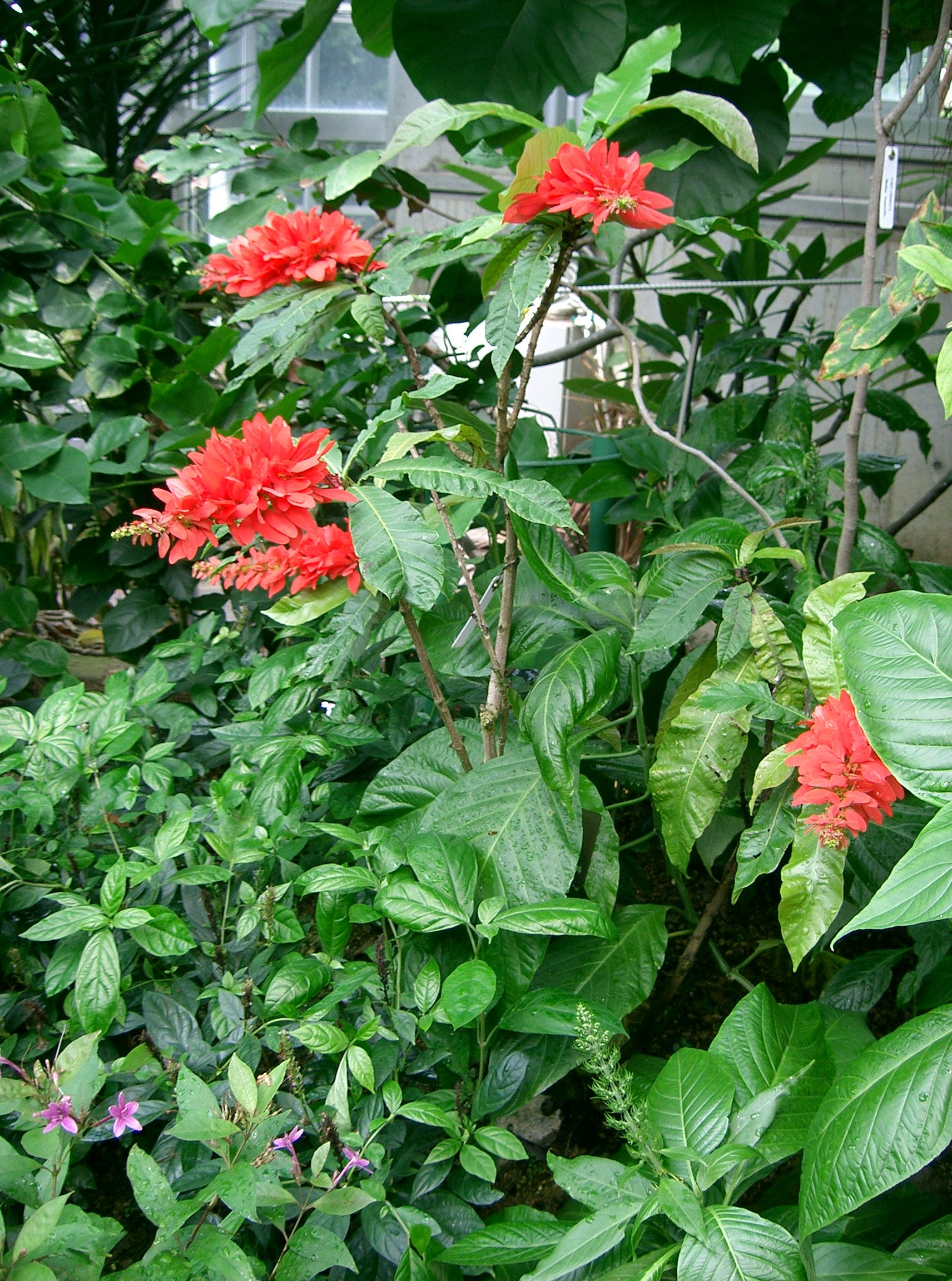
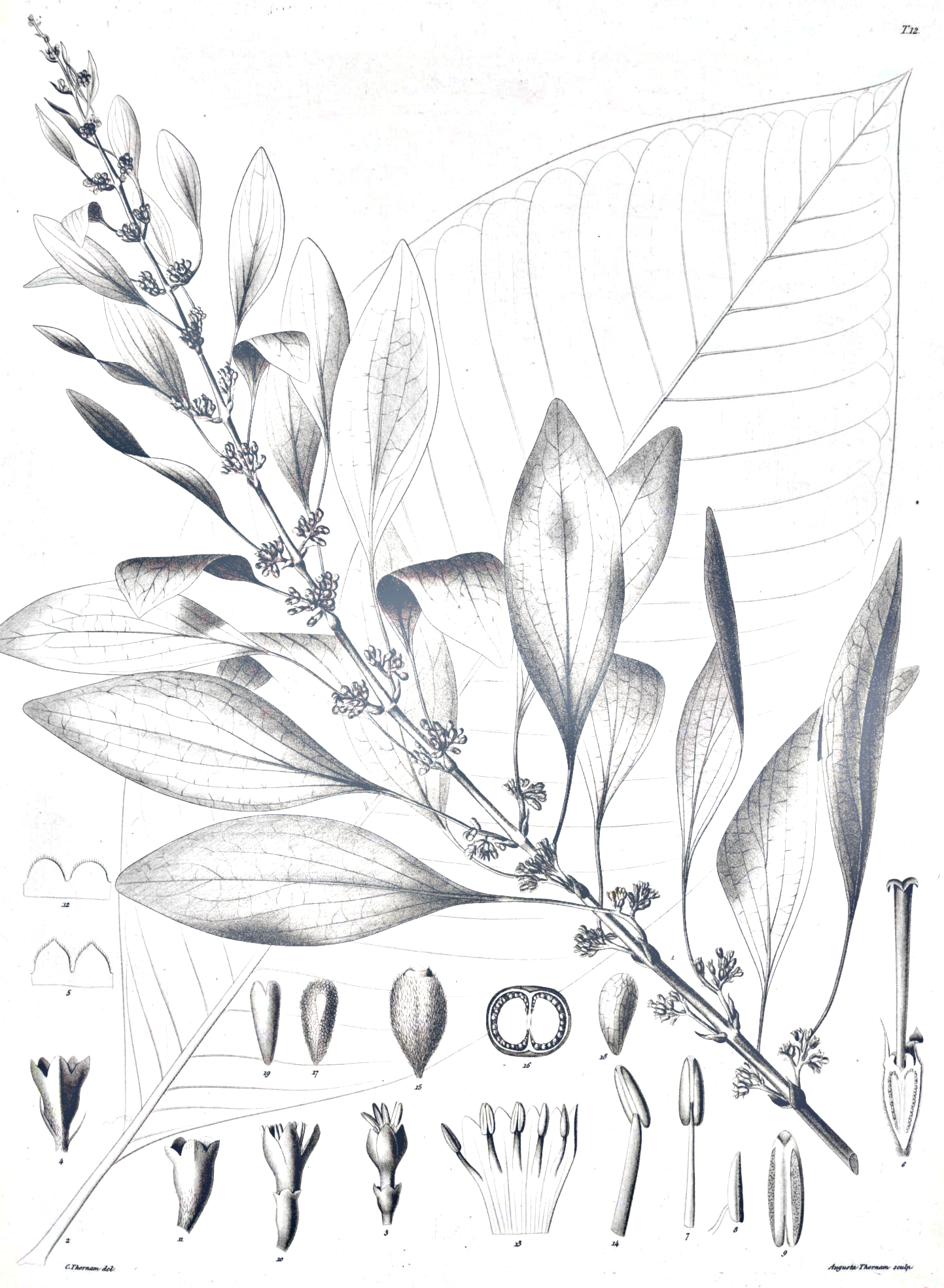